# Árbol frutal

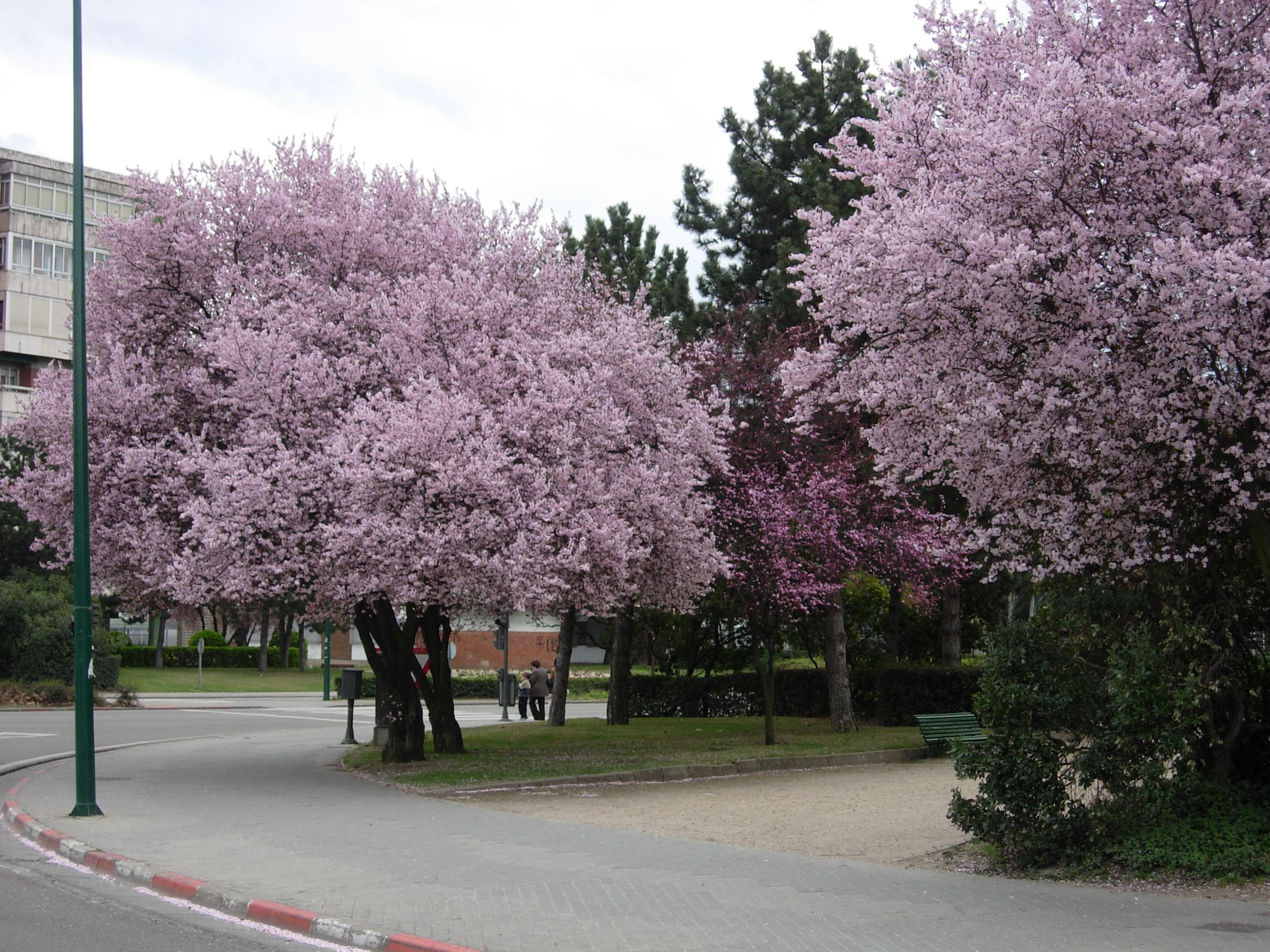
Almendros en flor.

Un árbol frutal es cualquier árbol productor de frutas, cuyas estructuras formadas por el óvulo maduro de una flor, contiene una o más semillas. 
Sin embargo ya que para poder saberlo tienen que relacionarse en una gran cantidad  ya que todas las plantas con flores producen frutos, el término usado en horticultura designa a los árboles que proveen frutas como alimento del ser humano. Esta designación incluye también a los árboles que producen núculas (nueces), los llamados frutos secos. Aunque es botánicamente incorrecto, también suelen considerarse como árboles frutales los árboles que producen unas coberturas carnosas en ciertas semillas, llamadas arilo (falsos frutos).
La disciplina científica y el cultivo de las frutas se denomina pomología, y se centra principalmente en el desarrollo de las técnicas de cultivo y los estudios fisiológicos en árboles frutales.